# ستاندارد مانفاكتورينغ دي بي - 12
ستاندارد مانفاكتورينغ دي بي - 12 (بالإنجليزية: Standard Manufacturing DP -12)‏ هي عبارة عن بندقية مزدوجة تعمل بمضخة قياس 12 من تصميم شركة ستاندارد مانفاكتورينغ، وتحتوي على مجلتين انبوبيتين، كل واحدة تغذي الفوهة الخاصة بها، ويمكن لكل أنبوب أن يحمل مخزن يحتوي على ما يصل إلى سبع قذائف مقاس 2.75 بوصة (70 ملم) عيار 12 أو ست قذائف بنادق بنادق مقاس 3 بوصات (76 ملم)، بإجمالي (16 بوصة)، أو 14 بوصة مع نوافذ المؤشرات.